# Bauyrschan Baibek

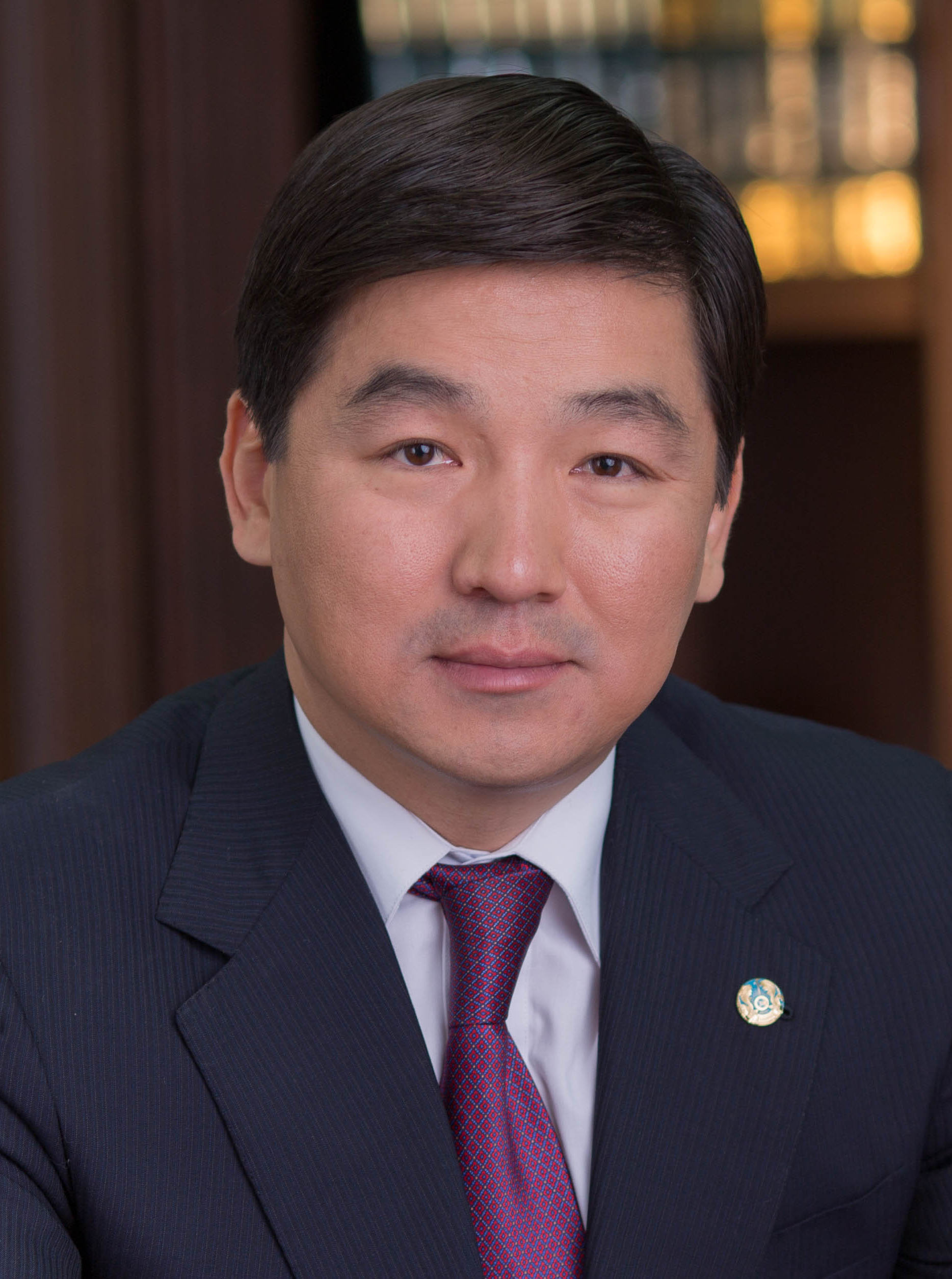
Bauyrschan Baibek (2014)

Bauyrschan Qydyrghaliuly Baibek (kasachisch Бауыржан Қыдырғалиұлы Байбек, russisch Бауыржан Кыдыргалиулы Байбек; * 19. März 1974 in Alma-Ata, Kasachische SSR) ist ein kasachischer Politiker. Seit Juni 2019 ist er erster stellvertretender Parteivorsitzender von Nur Otan.

## Leben
Baibek wurde am 19. März 1974 in Alma-Ata, der Hauptstadt der Kasachischen SSR, geboren und besuchte zunächst eine Musikschule in seiner Heimatstadt. Anfang der 1990er Jahre bekam er ein Stipendium aus dem Bolaschaq-Programm, ein kasachisches Stipendienprogramm, das kasachischen Studenten einen Studienaufenthalt im Ausland ermöglicht. Bauyrschan Baibek absolvierte 1994 ein Programm am Goethe-Institut in Bremen und studierte anschließend an der Musikhochschule Lübeck, an der Evelinde Trenkner seine Lehrerin und Mentorin war.
Nach seinem Auslandsstudium war Baibek im diplomatischen Dienst beschäftigt. So war er zwischen 1999 und 2002 am kasachischen Generalkonsulat in Frankfurt am Main als persönlicher Assistent und Attaché sowie als Sekretär der Wirtschaftsabteilung in der Botschaft Kasachstans in Berlin tätig. Danach bekleidete er von 2002 bis 2006 verschiedene Positionen in der Administration des kasachischen Präsidenten Nursultan Nasarbajew, zu dem Baibek enge Kontakte nachgesagt werden. Anschließend war er Protokollchef des Präsidenten, bevor er im August 2009 zum stellvertretenden Leiter der Präsidialadministration wurde.
Im Januar 2013 wurde er stellvertretender Vorsitzender der Präsidentenpartei Nur Otan. Nasarbajew sagte bei seiner Ernennung über ihn: „Er ist jung, er wird bald 40. Er hat rund vier Jahre als stellvertretender Chef der Administration [des Präsidenten] gearbeitet. Er war bei allen regionalen Zweigstellen unserer Partei. Alle Äkime (Bürgermeister und Gouverneure) kennen ihn. Ich hoffe, dass er helfen wird, mehr junge Menschen für unsere Partei zu gewinnen. Es ist sehr wichtig für das Land, dass sie ihren jungen Geist und ihr kreatives Denken einbringen. Ich bin mir sicher, er wird sich gut schlagen. Ich denke, dass er in der Lage ist, die Anforderungen dieser Aufgabe zu meistern. Deswegen habe ich diese Entscheidung getroffen und ihn ernannt.“
Seit dem 8. August 2015 war Baibek Bürgermeister von Almaty. Nach rund vier Jahren an der Stadtspitze wurde er am 29. Juni 2019 zum ersten stellvertretenden Parteivorsitzenden der Partei Nur Otan ernannt.

## Auszeichnungen
- Medaille 10 Jahre Unabhängigkeit der Republik Kasachstan (2001)
- Orden Kurmet (2008)
- Medaille 10 Jahre Astana (2008)
- Orden Parasat (2014)